# بيان أكسفورد
بيان أكسفورد أصدره 19 ممثلًا لأحزاب ليبرالية في أبريل 1947 في قاعة كلية وادهام بأوكسفورد، برئاسة سلفادور دي مادريجا. وهو بيان يشرح المبادئ السياسية الأساسية لليبرالية الدولية. كان البيان مستوحًا من أفكار اللورد وليام بيفيردج.
وبعد خمسون عاماً، في عام 1997 أصدرت الليبرالية الدولية في أوكسفورد ملحاقاً للبيان الأصلي، تحت عنوان الأجندة الليبرالية للقرن الواحد والعشرون وصفت فيه السياسيات الليبرالية بتفصيل أكثر. وقد تم أعتمد مانفسيتو أكسفورد الثاني في المؤتمر الثامن والأربعون لليبرالية الدولية والذي عقد في 27 - 30 نوفمبر 1997 في أكسفورد تاون هال.

## نص مانفيستو أوكسفورد 1947
نحن، ليبراليو التسع عشرة دولة المجتمعة في أكسفورد في هذا الوقت الذي يشهد أضطراباً وفقراً ومجاعة وخوفاً كلها نجمت عن حربين عالميتين، لأقتناعنا بأن حالة العالم كما هي عليه ترجع في المقام الأول إلي هجر المبادئ الليبرالية، نؤكد علي إيماننا بهذا الأعلان:

### أولاً
1. الأنسان أولاً وأخيراً كائن حباه الله بالقدرة علي التفكير والعمل المستقل، وبالمقدرة علي التمييز بين الصواب والخطأ.
2. أحترام شخص الأنسان وكيان الأسرة يمثلان القاعدة الأساسية لأي مجتمع.
3. الدولة تمثل الأداة الوحيدة لتسيير المجتمع، وينبغي أن تمتنع عن تمثل أي سلطة تتعارض مع الحقوق الأساسية للمواطنين أو تتنافي مع الظروف الضرورية لخلق حياة مسئولة تتسم بالإبداع، التي تتمثل تحديداً فيما يلي:
- الحرية الشخصية التي يكفلها استقلال إدارة القانون والعدالة،
- حرية العبادة وحرية الضمير،
- حرية الرأي وحرية الصحافة،
- حرية التجمع أو عدم التجمع،
- حرية أختيار المهنة،
- الفرصة في الحصول علي تعليم كامل متنوع كل وفقاً لقدراته وبغض النظر عن الأصل أو الإمكانيات المادية.
- الحق في الملكية الشخصية والحق في الدخول في نشاط تجاري فردي،
- للمستهلك حرية الأختيار والفرصة في الأستفادة بجميع المزابا التي تسفر عنها أنتاجية التربة والأرض أو الصناعة،
- التأمين من أخطار المرض والبطالة والعجز والشيخوخة.
- الحقوق المتساوية بين الرجل والمرأة.

4. هذه الحقوق يمكن تأمينها فقط من خلال ديمقراطية حقيقية، والديمقراطية الحقيقة لا تنفصل عن الحرية السياسية والمبنية علي الموافقة الحرة الواعية المستنيرة من الأغلبية - والتي يعبر عنها عن طريق أنتخابات سرية حرة ونزيهه- مع الأحترام الواجب للحريات وآراء الأقليات.

### ثانياً
1. قمع الحريات الأقتصادية يؤدي بالضرورة لأختفاء الحريات السياسية، ونحن نعارض هذا القمع سواء الناتج عن ملكية الدولة أو سيطرة أحتكار الأفراد أو الأتحادات. نعترف بملكية الدولة فقط للتعهدات التي تخرج عن نطاق المشاريع الخاصة وأو التي لا تخضع للمنافسة.

1. رفاهية المجتمع يجب ضمانها ويجب الحفاظ عليها من التعسف في استخدام السلطة من قطاعات المصالح.

1. التحسين المستمر لأحوال التوطيف والأسكان والبيئة للعمال أمر أساسي. وحقوق وواجبات ومصالح العمالة وأصحاب الأعمال متكاملة، والتشاور والتعاون بين أصحاب الأعمال والعاملين هو أمر حيوي لنمو الصناعة.

### ثالثاُ
المسئولية هي تكملة ضرورية للحرية وكل حق يقابله واجب، وإذا عملت المؤسسات الحرة بفاعلية، فيجب أن يكون كل مواطن شاعراً بالمسئولية الأخلاقية نحو أخيه الأنسان ويأخذ دوره بنشاط في تنمية المجتمع.

### رابعاً
الحروب يمكن تجنبها والسلام العالمي والأزدهار الأقتصادي يمكن أسترجاعه لو ألتزمت كل الدول بالشروط التالية:
- الألتزام المخلص لمنظمة عالمية لجميع الدول - الكبير منها والصغير - في إطار نفس القانون والمساواة، والقدرة علي فرض التقيد الصارم بجميع الألتزامات الدولية التي شاركت فيها.
- أحترام حق كل دولة في التكتع بالحريات الأساسية للأنسان.
- أحترام اللغة والأسمان والقوانين والأعراف للأقليات الوطنية.
- التبادل الحر للأفكار والأخبار والسلع بين الدول، وكذلك حرية السفر داخل وبين جميع البلدان، دون أي تقيدها الرقابة أو الحواجز التجارية أو أنظمة صرف وتحويل العملات.
- تنمية المناطق المتخلفة من العالم، والتعاون مع سكانها، في تلك الأهتمامات الحقيقية وفي مصلحة العالم كله.

ندعو جميع الرجال والنساء لينضموا معنا بأتفاق عام حول هذه الأفكار والمبادئ، في مسعي لكسب القبول في جميع أنحاء العالم.

## وصلات خارجية
- Text of the Oxford Manifesto from 1947
- Text of The Liberal Agenda for the 21st century